# KTM RC16
La KTM RC16 è una motocicletta prodotta dalla casa motociclistica austriaca KTM per gareggiare nella classe MotoGP del motomondiale a partire dalla stagione 2016.

## Storia
Questa moto, il cui sviluppo era iniziato nel 2015 è stata presentata ufficialmente ad agosto 2016 e ha fatto il suo debutto in gara nel Gran Premio della Comunità Valenciana 2016 con il suo collaudatore e pilota Mika Kallio che ha finito la gara con un ritiro.
Nel motomondiale 2017 la moto fa il debutto per una stagione completa, i piloti di punta per il team sono Bradley Smith e dal campione mondiale 2013 della classe Moto2 Pol Espargaró. La classifica finale vede la moto al decimo posto.
Nel 2018 i piloti rimangono gli stessi e la moto ottiene il primo podio grazie a Pol Espargaró nel gran premio di Valencia e conclude la stagione al nono posto.
Nel 2019 è guidata dal due volte campione mondiale della classe Moto2 Johann Zarco che sostituisce Smith, e nuovamente da Pol Espargaró per il team RedBull KTM Factory mentre si aggiunge il team satellite RedBull KTM Tech3 con alla guida il pilota portoghere Miguel Oliveira ed il malese Hafizh Syahrin. La stagione li vede conlcudere all'ottavo posto per il team ufficiale e al decimo posto per il team Tech3.

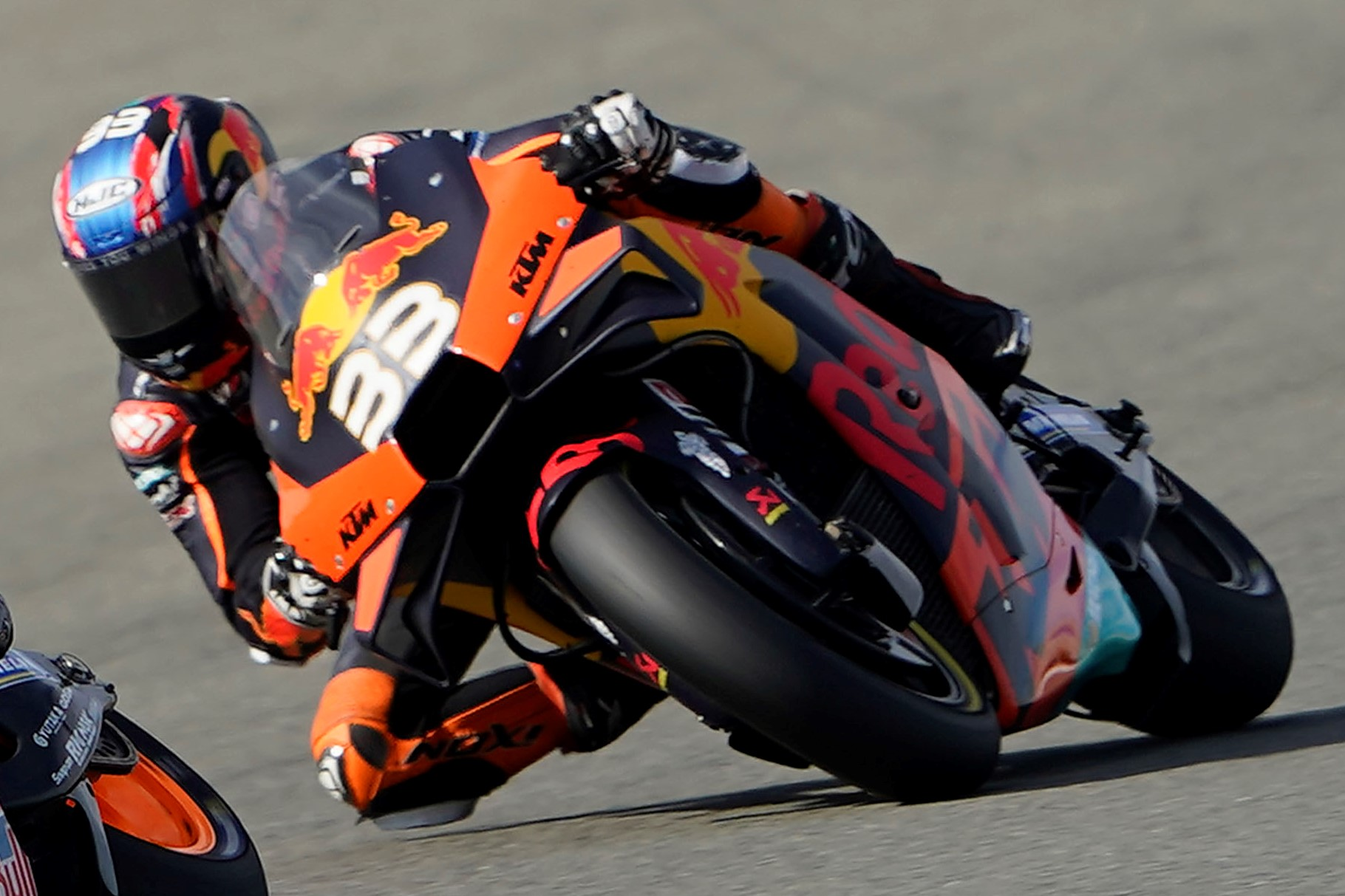
Binder su RC16 al GP d'Europa 2020

Nel 2020 i piloti per il team RedBull KTM Factory sono Pol Espargaró e Brad Binder, mentre per il team RedBull KTM Tech3 arriva Iker Lecuona al posto di Hafizh Syahrin. Ottiene la prima vittoria al gran premio di Brno grazie a Brad Binder, per poi ripetersi altre due volte nei gran premi di Stiria e Portogallo con Miguel Oliveira in sella alla moto Tech 3. A fine stagione la moto ha collezionato 3 vittorie e cinque terzi posti, piazzandosi al terzo posto con il team ufficiale e al settimo posto con il team Tech3.
Nel 2021 cambiano le line-up dei team, nel team ufficiale accanto a Binder viene ufficializzato Miguel Oliveira al posto di Pol Espargaro, mentre nel team Tech3 accanto a Iker Lecuona arriva l'italiano Danilo Petrucci. In questa stagione la moto ottiene altre due vittorie, la prima al gran premio di Catalogna con Miguel Oliveira e la seconda al gran premio d'Austria con Brad Binder.
Nel 2022 il team ufficiale rimane invariato con Miguel Oliveira e Brad Binder, invece il team Tech3 viene formato da Remy Gardner e Raúl Fernández.

## Successi
7 vittorie:
- 2017: 0
- 2018: 0
- 2019: 0
- 2020: 3 (Oliveira 2, Binder 1)
- 2021: 2 (Binder 1, Oliveira 1)
- 2022: 2 (Oliveira 2)
- 2023: 0